# Криводаново
Криводаново — деревня в Большереченском районе Омской области. Входит в состав Красноярского сельского поселения.

## История
В 1928 г. состояла из 73 хозяйств, основное население — русские. Центр Криводановского сельсовета Большереченского района Тарского округа Сибирского края.

## Население
| 1926 | 2002 | 2010 | 2021 |
| ---- | ---- | ---- | ---- |
| 364  | ↘264 | ↘128 | ↘27  |

Национальный состав
Согласно результатам переписи 2002 года, в национальной структуре населения русские составляли 69 %, татары - 30%.